# Léo Drouyn
François Joseph Léo Drouyn (Izon, 12 de julio de 1816 - Burdeos, 4 de agosto de 1896) fue un arqueólogo, pintor, dibujante y grabador francés.
Artista y erudito girondino, dejó a mediados del siglo XIX  un fondo iconográfico excepcional sobre el patrimonio aquitano existente en torno a 1850, cuarenta años antes de los primeros testimonios fotográficos. La obra reunida es muy importante con más de 5000 dibujos y cerca de 1550 grabados. Participó, en la tradición de Víctor Hugo y del movimiento romántico, en el redescubrimiento y auge de la Edad Media.

## Biografía
Léo Drouyn es miembro de una familia noble de origen en Lorena. De hecho, la familia Drouyn fue ennoblecida en 1716 en la persona de Jean-François Drouyn (abuelo de Léo Drouyn). Su escudo de armas es: azur con ancla argén, entada y anillada del mismo, acompañado en jefe por 2 estrellas también de argén (referencia: Grand Armorial de France de Jougla de Morenas).
Su padre fue François Joseph Drouyn (nacido el 10 de mayo de 1775 , murió el 11 de agosto de 1824), escudero, capitán de fragata de la Marina Real, director del puerto de Burdeos. Luchó durante la expedición de Santo Domingo bajo las órdenes del general Leclerc en 1802, luego en Trafalgar en 1805 donde fue uno de los 16 oficiales del Argonaute. Caballero de la Real y Militar Orden de San Luis. Estaba casado el 17 de febrero de 1815 con Marie Fanny de Bontemps de Mensignac, con quien tuvo tres hijos, entre los cuales estaba Léo Drouyn, nacido el 12 de julio de 1816 en el dominio de los Marroniers en Izon.
Huérfano de padre a la edad de ocho años, Léo Drouyn es arrancado de su infancia sin preocupaciones para ser atendido por su familia lorenesa.

### Estudios
Inició sus estudios en el colegio real of Nancy donde fue enviado por su tío abuelo y padrino, un abogado en París, François-Joseph Colin. Obtuvo su título de licenciado en Artes el 17 de agosto de 1835. Al regresar a Burdeos, a la edad de 18 años, su madre lo orientó hacia el comercio, pero él prefirió dejar este trabajo para seguir las lecciones del pintor bordelés Jean-Paul Alaux.

### Matrimonio y posteridad
Léo Drouyn, entonces de 22 años, se casó el 28 de agosto de 1838 en Burdeos con Anne-Marie de Montalier de Izon (nacida el 28 de agosto de 1813, fallecida en 1895). Solo tuvo un hijo: Léon Drouyn (1839-1918) que se casó con Reine Godard y de cuyo matrimonio nacieron dos hijos, Léo (1872-1940) y Germaine (1890-1981) casada con Jean Cotton de Bennetot.

### Carrera profesional
Recién casado y con 23 años, partió a París de 1840 a 1842, donde frecuentó sucesivamente los estudios de Raymond Quinsac Monvoisin, Paul Delaroche, Jules Coignet (quien le presentó a Théodore Rousseau y Narcisse Díaz de la Peña ) y finalmente a Louis Marvy donde aprendió en particular de este último los procesos de aguafuerte y barnizado suave. De vuelta en Burdeos en 1843, comenzó a viajar por la campiña de Gironda. Fue sobre la iglesia de Loupiac, cuyos emblemas le intrigaron, que hizo su primera investigación arqueológica. Se trata de estudios sistemáticos en esta área. Comenzó su colección en el Magasin Pittoresque en 1844. También publicó una serie de diez litografías en Guyenne historique et monumentale de Alexandre Ducourneau.

### Los diversos puestos

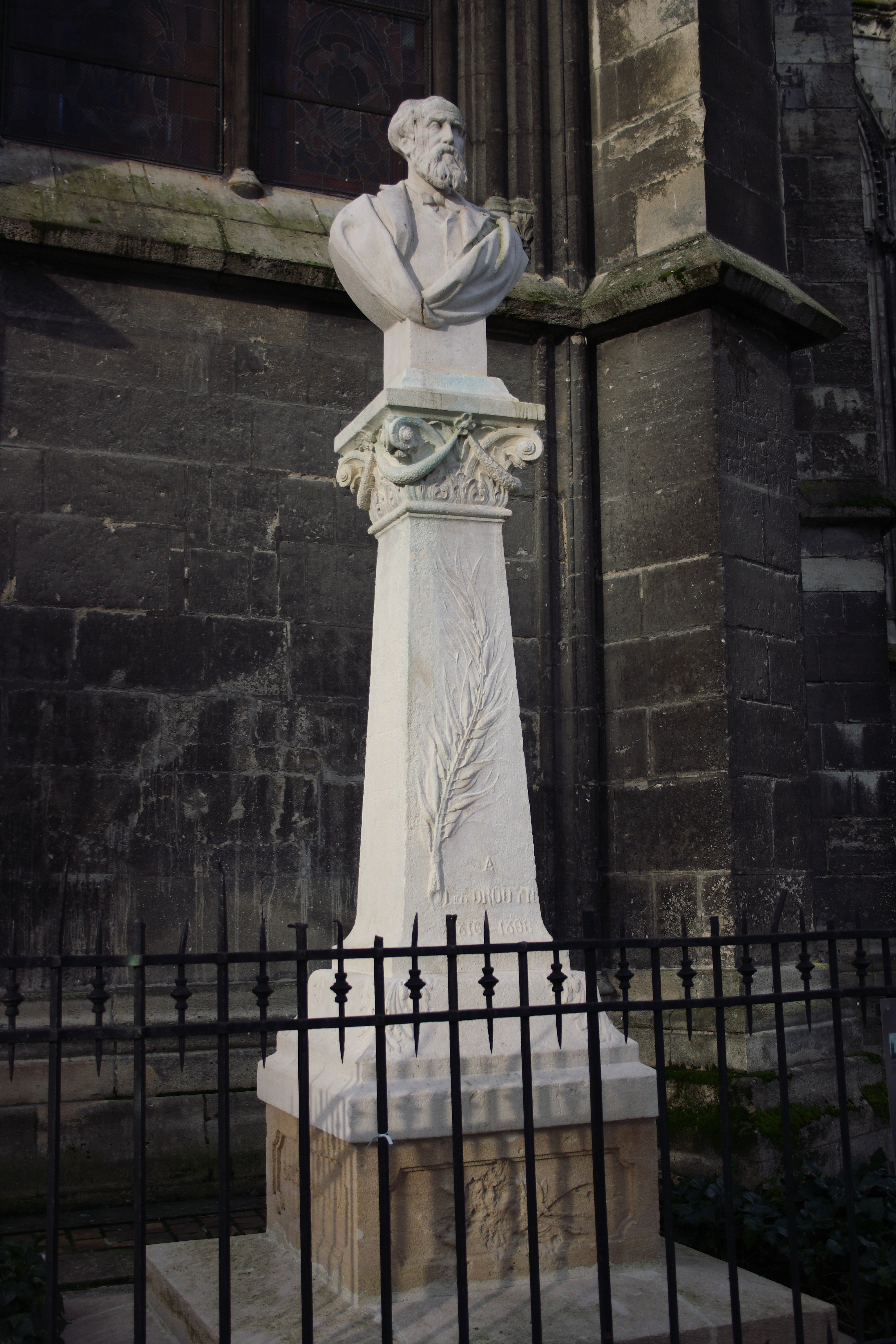
Busto de Léo Drouyn frente a la catedral de San Andrés en Burdeos

En 1842, entró como dibujante en la jovencísima Comisión de Monumentos Históricos de la Gironda creada el 29 de marzo de 1839. Sirvió en la Comisión durante siete años hasta 1849.
Después de su encuentro con el erudito bordelés Charles des Moulins, ingresó en 1844 en la Sociedad Arqueológica Francesa fundada en 1834 por el erudito normando Arcisse de Caumont. Entendiendo que la Comisión no publicaría su «Álbum», publicó en 1844-1845, su primera obra ilustrada titulada Elección de los tipos más notables de la arquitectura de la Edad Media en el departamento de la Gironda, colección de cincuenta aguafuertes, acompañada de un comentario histórico y descripción realizada por Léonce de Lamothe, secretario de la Comisión.
Comienza su álbum de bocetos del Périgord con vistas a una publicación sobre los monumentos de esta región. Colaboró en el Boletín Monumental editado por Arcisse de Caumont. La Revolución Francesa de 1848, por un lado, y el fracaso de sus dos colaboradores del Périgord — Alexis de Gourgues, interrumpió su trabajo sobre el Périgord y ofreció su álbum de bocetos a la Sociedad Histórica y Arqueológica del Périgord (publicó medio millar de dibujos y grabados en 2001).
Pintor, dibujante, acuarelista, está vinculado a la escuela de Barbizon, corriente artística que redescubre a mediados del XIX XIX. siglo, paisaje y naturaleza. Representante del movimiento provincial, dibujó principalmente los monumentos y paisajes de su departamento, pero también de los departamentos vecinos y de otras regiones francesas.
Sus álbumes de dibujos, sus notas y sus bocetos son una fuente de información inestimable para el conocimiento del patrimonio monumental francés antes de las grandes restauraciones de Viollet-le-Duc y sus emuladores locales entre ellos Paul Abadie, arquitecto oficial del Cardenal Donnet, a quien se opuso firmemente. Designado delineante, entre 1842 y 1849, de la comisión de monumentos históricos de la Gironda, destacó, por primera vez, la riqueza del patrimonio románico de la Gironda y se convirtió en uno de los más eminentes especialistas en arquitectura medieval, de la que grabó los principales monumentos de su región (iglesias, castillos, abadías) en aguafuerte, en particular para ilustrar sus obras impresas. También trabaja en la Dordoña a petición de su amigo el vizconde Alexis de Gourgue. Cincuenta años antes que el fotógrafo Félix Arnaudin, muestra también una verdadera sensibilidad etnográfica, con especial atención al pequeño patrimonio, las antiguas haciendas, la adobe y la arquitectura con entramado de madera.
Fue elegido miembro de la Academia de Ciencias, Bellas Letras y Artes de Burdeos en 1850, y al año siguiente fue nombrado profesor de dibujo en el colegio de los Padres Jesuitas de La Selva Mayor hasta 1853. Publica L'Album de la Grande-Sauve. Expone dos cuadros: Bords du Ciron (Landes) y Cestas en 1851.
Luego fue nombrado conservador del Museo de Antigüedades de Burdeos en 1853, cargo que ocupó hasta 1856. En 1857 expuso otro cuadro: Lisière de Forêt à Saint Symphorien.
Luego fue nombrado profesor de dibujo en el Lycée de Bordeaux (permaneció así hasta 1866) y luego miembro del Institut des Provinces el 23 de julio de 1859.
El  11 de diciembre de 1859, se convirtió en miembro de la Sociedad de Anticuarios de Francia. Comienza a trabajar en la Guyenne militaire.
El  26 de diciembre de 1859, es miembro de la Comisión de Monumentos Históricos de la Gironda. También se convirtió en inspector de los Archivos Municipales de la Gironda hasta 1871.
Renunció a su puesto de profesor de dibujo en el Lycée de Burdeos el 11 de enero de 1866. El 9 de enero de 1866 , fue nombrado miembro de la Comisión Topográfica de las Galias. Fue en 1867 cuando envió grabados al Salón de París y obtuvo una medalla de oro.
En octubre de 1868, es corresponsal del Ministerio de Instrucción Pública. Dos años después, el 9 de agosto de 1870, fue nombrado Caballero de la Legión de Honor.
En 1872, fue presidente de la Académie de Burdeos. En 1874, publicó Bordeaux vers 1450. En 1877, recibió las palmas de oficial de la Academia. En 1878, publicó las Variétés girondines. En 1884 recibió las palmas de oficial de instrucción pública.
Leo Drouyn fallece el 4 de agosto de 1896, en la casa de sus hijos, rue Desfourniels en Burdeos, una sección de la cual ahora lleva su nombre. Está enterrado en la sepultura familiar de Anglade, en el cementerio de Chartreuse, en Burdeos. El hijo de Léo Drouyn, originario de Izon, se casó con la hija de Léo Dufoussat, propietario del Château d'Anglade en Izon.

## Premios, homenajes y reconocimientos
- Miembro de la Academia Imperial de Ciencias, Bellas Letras y Artes de Burdeos.
- Miembro de la Sociedad de Anticuarios de Francia.
- Miembro del Instituto de las Provincias.
- Miembro de la Comisión de Monumentos Históricos de la Gironda.
- Miembro de la Comisión Topográfica de la Galia.
- Medalla de oro por aguafuerte en la Exposición Anual de Bellas Artes de París en 1867.
- Caballero de la Legión de Honor en 1870.
- Presidente de la Academia de Burdeos en 1872.
- Condecorado con las Palmas de un Oficial de la Academia y las Palmas de un Oficial de Instrucción Pública.
- Inspector de los archivos municipales de la Gironda.

Varias calles llevan su nombre. Se coloca un busto junto a la catedral de Saint-André en Burdeos. Una universidad en Vérac lleva su nombre.

## Obras de Leo Drouyn
Sus dibujos están publicados recientemente por Éditions de l'Entre-deux-Mers.
- Le Choix des types les plus remarquables de l’architecture au Moyen Âge dans le département de la Gironde (1846) Leer en línea : Primera serie, Leer en línea : Segunda serie
- Album de La Grande Sauve, dessiné et gravé à l'eau forte, Éditeur GM de Moulins, Burdeos 1851. Leer en línea
- Guide du voyageur à Saint-Émilion (en francés). Bordeaux: Féret et fils. 1859. p. 202.
- Croix de procession, de cimetières et de carrefours (1858) Leer online
- Chapiteaux romans de la Gironde (1863) Leer online
- La Guienne anglaise  et La Guienne militaire. La Guienne militaire (en francés). Bordeaux. p. 618.
- Bordeaux vers 1450. Bordeaux: Archives municipales. 1874. p. 648.
- Les Variétés Girondines (1876 - 1886).
- Un coin de l'entre-deux-mers : ou étude de mœurs au XVIIe siècle en pays bordelais (1888) Leer en línea

## Galería

Grabados de Léo Drouyn
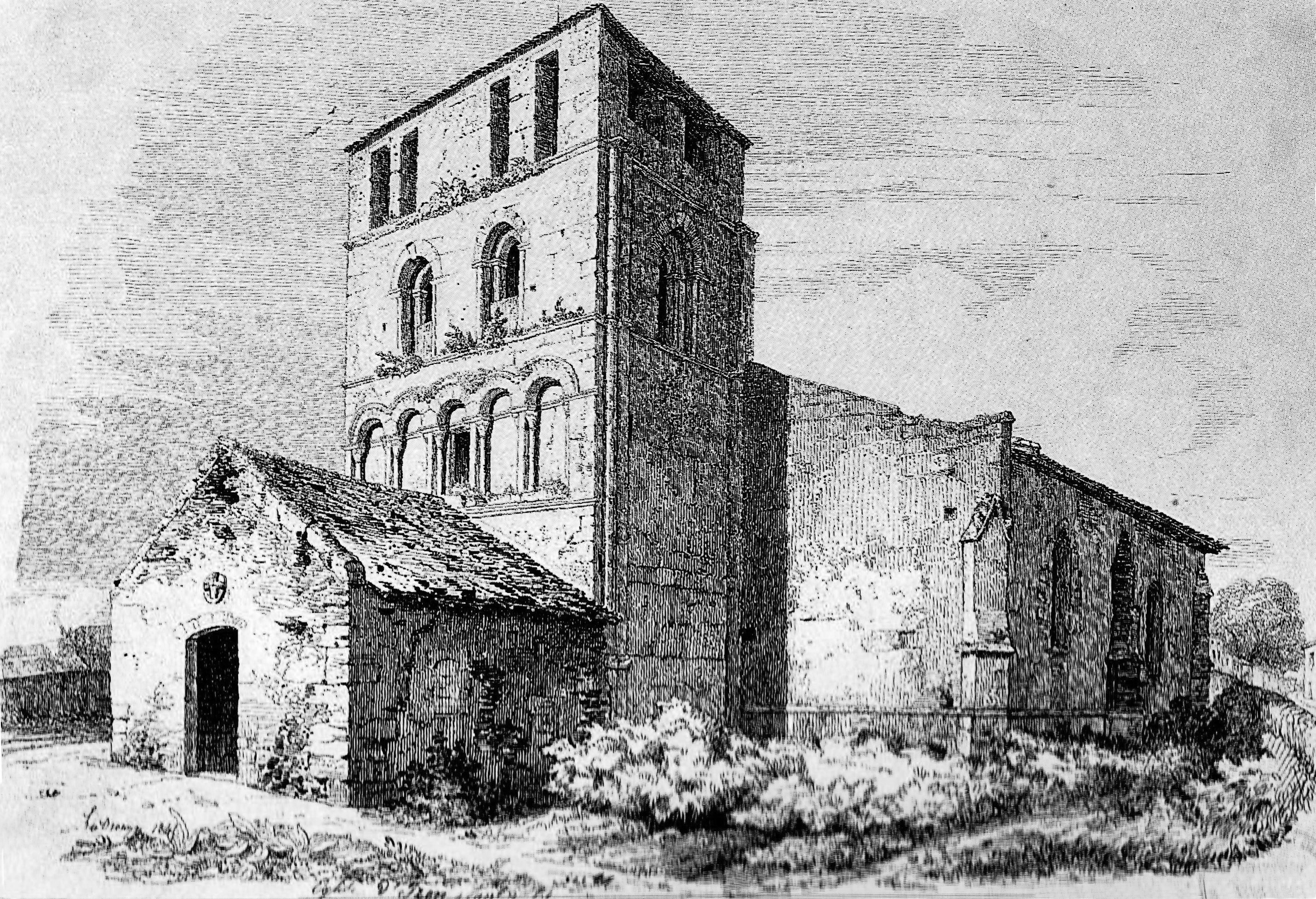
Iglesia de S. Martín de Izon
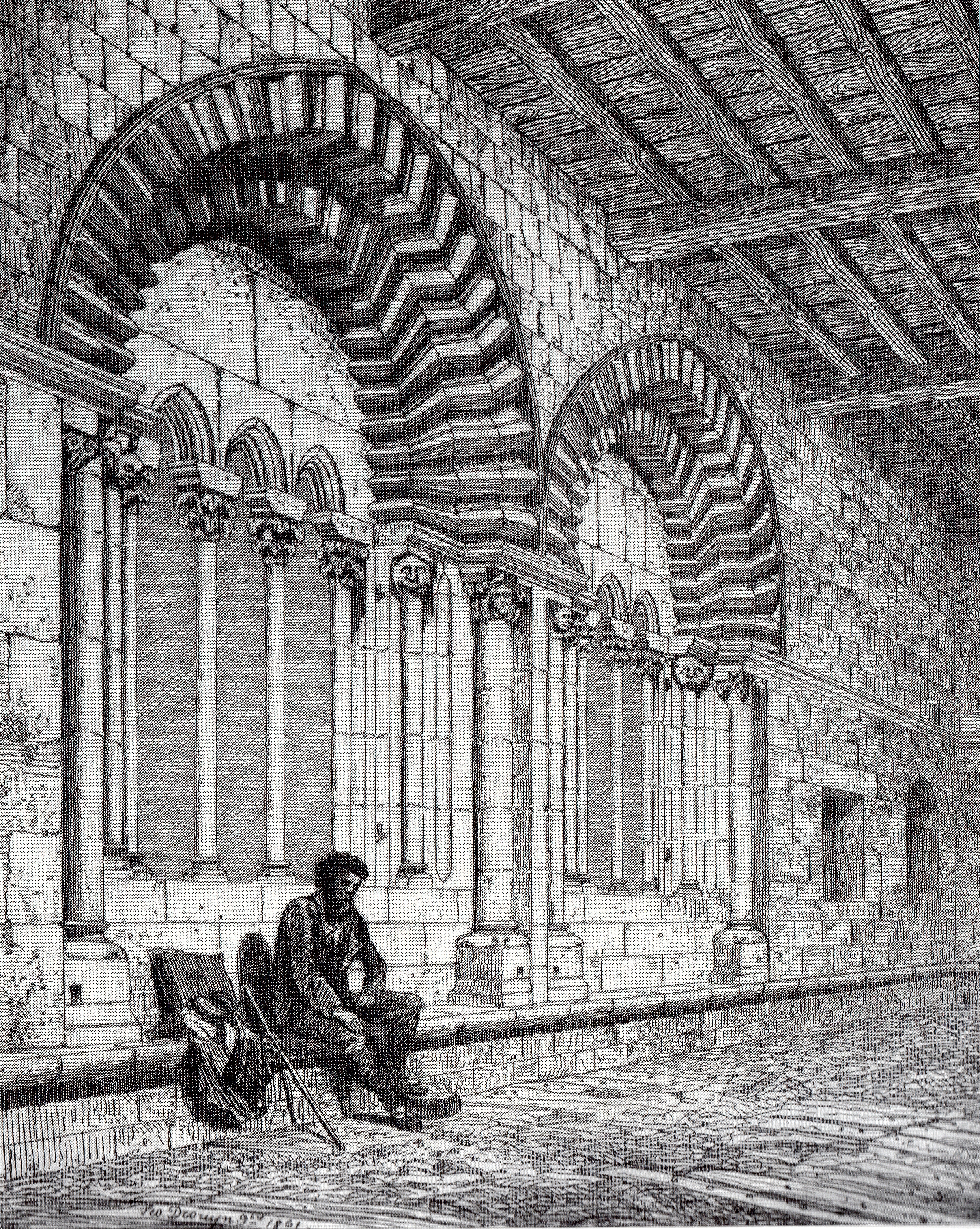
La Réole
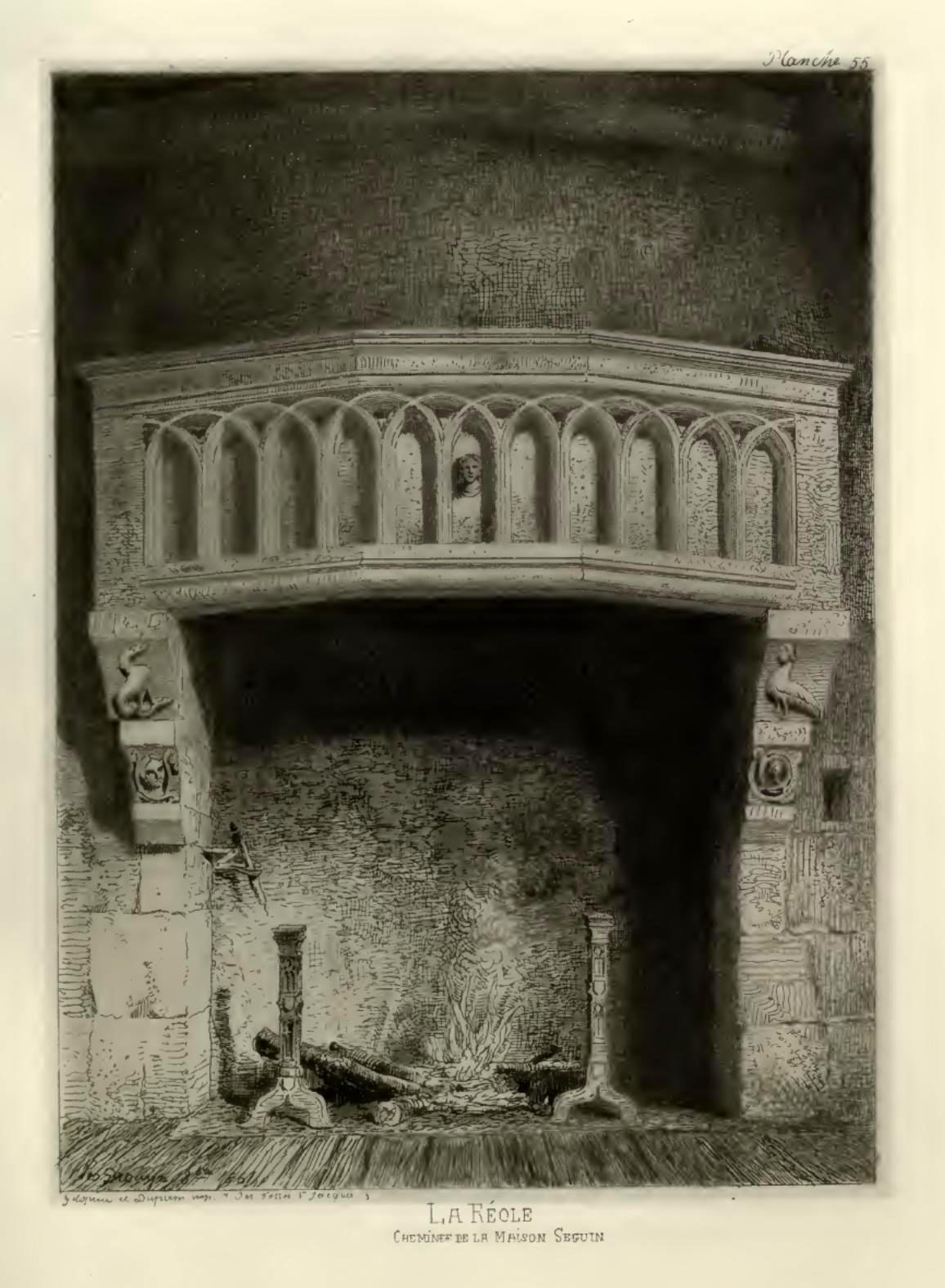
La Réole.
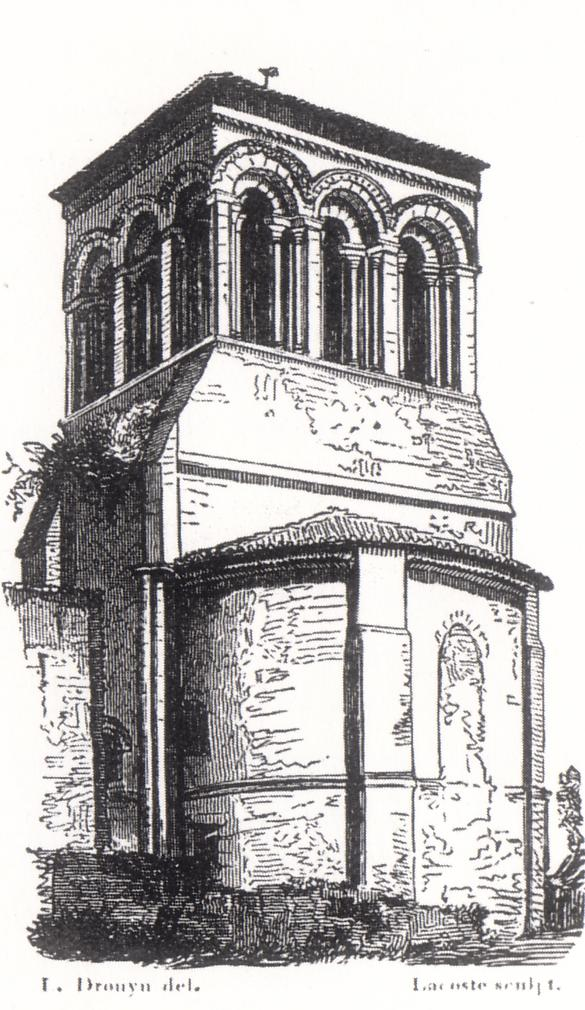
Iglesia de Saint-Sulpice de Lafosse
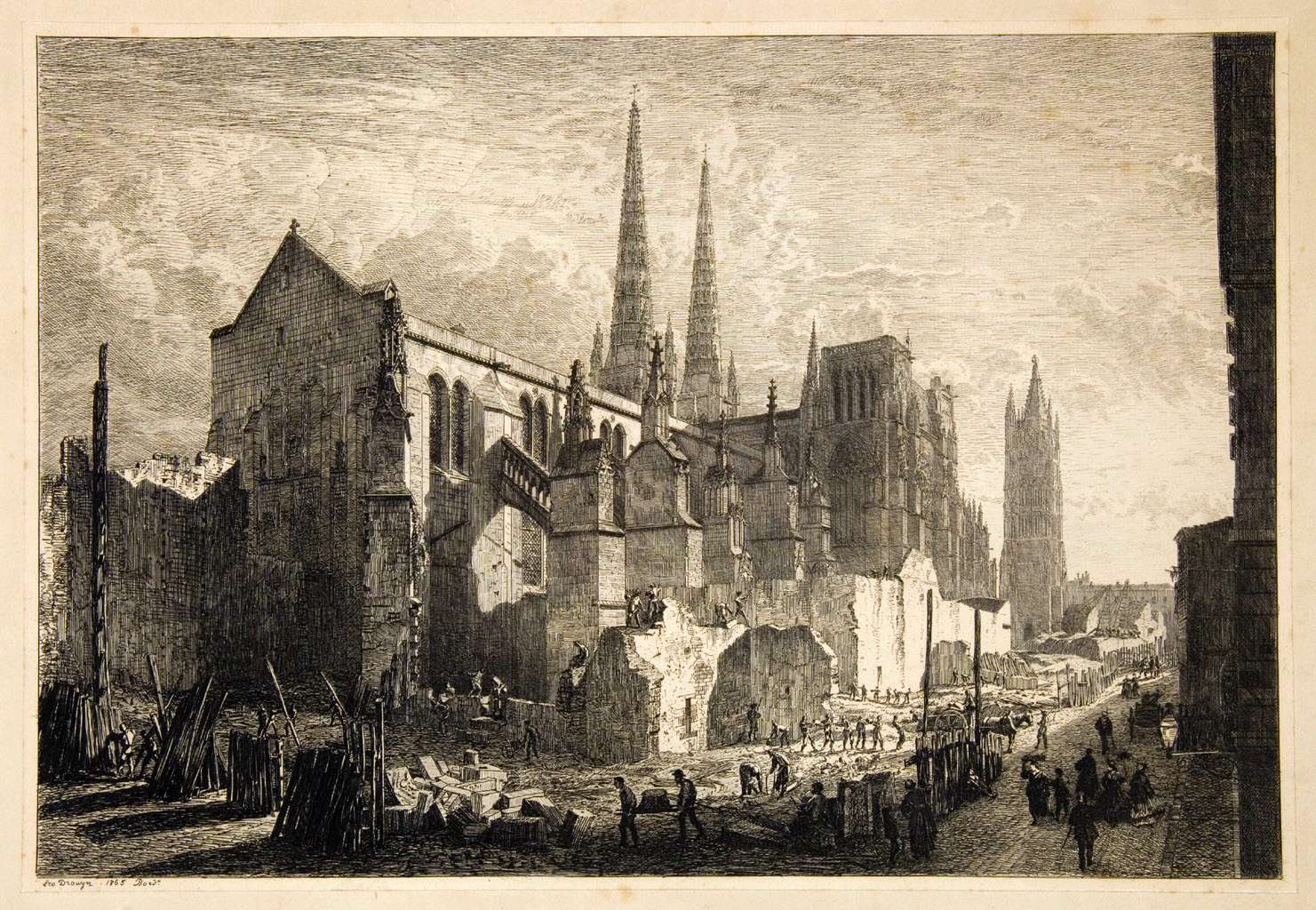
Catedral de San Andrés (Burdeos)
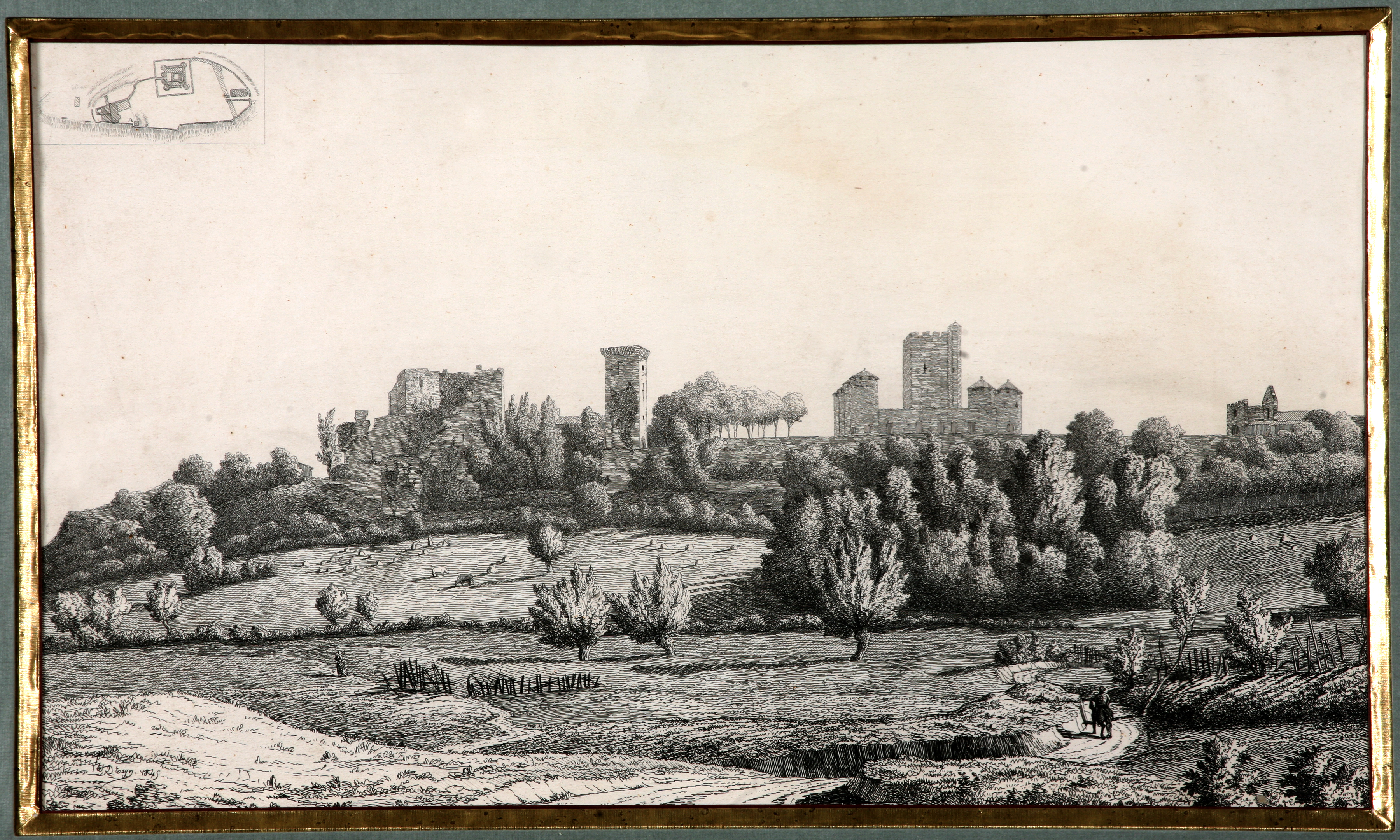
Châteaux de Roquetaillade.
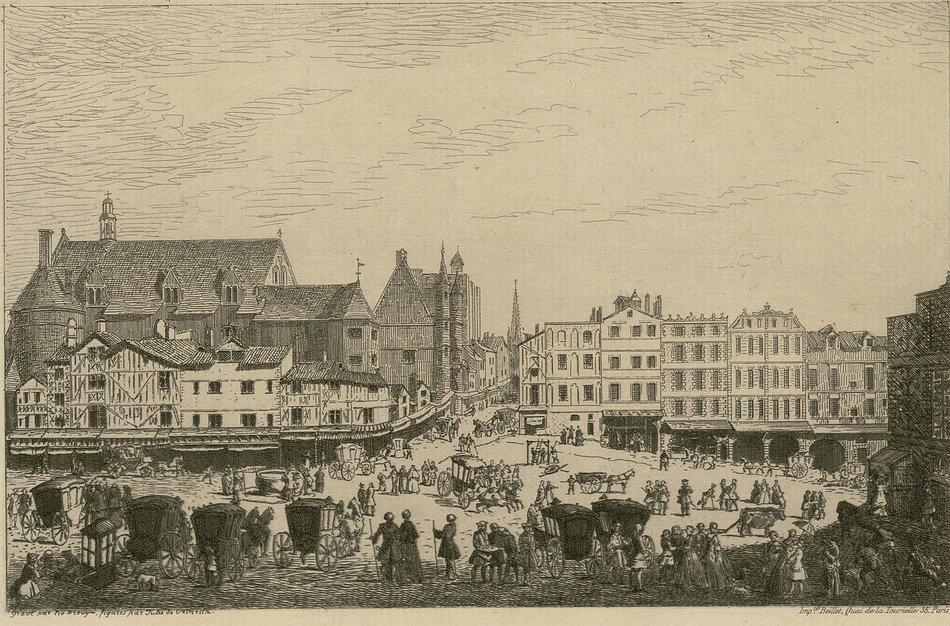
Palais de l'Ombrière (Burdeos)